# Max Rudolf
Max Rudolf (Frankfurt,15 de junho de 1902 — 28 de fevereiro de 1995) foi um maestro alemão, que passou grande parte de sua carreira nos Estados Unidos.
Rudolf estudou violoncelo, piano, órgão, trompete e composição (com Bernhard Sekles) no Conservatório Hoch em Frankfurt. Ocupou cargos em Freiburgo, Darmstadt e Praga, antes de se mudar para os Estados Unidos em 1940. Em 1945 ele se tornou um cidadão estadunidense. Ele serviu como maestro no Metropolitan Opera entre 1946 e 1958 quando se tornou diretor musical da Orquestra Sinfônica de Cincinnati, por treze anos. Durante esse períoso ele se tornou um construtor e professor, trabalhando no Instituro Tanglewood. Ele escreveu a gramática da condução, o texto mais amplamente usando para condução orquestral. Sendo publicado pela primeira vez em 1950 sendo reeditado em 1980 e novamente em 1984.
Após sua posse na Orquestra Sinfônica de Cincinnati, atuou como maestro na Orquestra Sinfônica de Dallas, entre 1973 e 1974 e como conselheiro artístico na Orquestra Sinfônica de Nova Jersey, de 1976 a 1977, bem como um maestro convidado em muitas orquestras estadunidenses. Nessa época ele se tornou chefe do departamento de condução e ópera no Instituto de Música Curtis (entre 1970 até 1973 e novamente entre 1983 até 1989).